# أكاديماس (أسطورة)
أكاديماس (Akademos أو Academus)، ويسمى أيضاً هيكاديماس (Hekademos أو Hecademus) كان بطلاً من أتيكا في الميثولوجيا الإغريقية القديمة. أو أكاديموس، منح منطقة مقدسة تقع في الشمال الغربي من أثينا فسميت أكاديميا. أقام أفلاطون مدرسته هناك، وسمي طلابه الأكاديميين.

## ميثولوجيا
يقول بلوتارخس متحدثاً عن الملك الأثيني ثيسيوس ثيسيوس (قاتل مينوتور) أنه بعد أن ترمل الملك وصار في الخمسين من عمره قام بإبعاد الفتاة الجميلة هيلين ذات الإثني عشر عاماً (والتي فيما بعد هربت مع معشوقها باريس, وكانا سبباً في اندلاع حرب طروادة). سبّبَ ذلك أن قام أخواها التوأم كاستور وبولوكس بغزو أتيكا لتحرير أختهم، وهددوا بتدمير أثينا. قام أكاديموس حينها بإخبارهم بمكان تواجدها، منقذاً بذلك المدينة من الدمار، مما جعل أهل المدينة يبجلونه بحكم أنه «منقذ أثينا». ولهذا السبب السبب أيضاً أبدى له أعداءه الكثير من التقدير، وكانوا يتجنبون مهاجمة الأرض التابعة لأكاديماس في كل مرة يغزون بها أتيكا.
زُيِّنت هذه القطعة من الأرض فيما بعد بأشجار الدلب والزيتون, وتم تسميتها أكاديميا تبعاً لصاحبها الأصلي. يقال أن أكاديمياس دُفن في نفس المنطقة في البستان بين الأشجار لتخليد ذكراه. في ذلك البستان كان أفلاطون يلقي محاضراته، ومن هنا جاء اسم أكاديمية أفلاطون, وأصبح يُطلَق هذا الاسم فيما بعد على كل مؤسسة للتعليم العالي أو الأبحاث.